# ドンココ
ドンココは、吉本興業に所属する日本のお笑いコンビ。日本人とナイジェリア人とのハーフの兄弟で、両者とも神奈川県横浜市出身。

## メンバー
ひろ（1996年11月18日 - ）（28歳）
本名は、大久保 裕 オーサーオロナ / Hiro Orserolona Okubo（おおくぼ ひろ オーサーオロナ）。
ボケ担当。兄弟の兄。
身長190 cm。血液型B型。
明治大学理工学部卒業。
特技はボイスパーカッション、バスケ。
明治大学お笑いサークル木曜会Z出身。「吉永櫻子」「シャレボウズ」「アメリカ」などのコンビで活動していた。
大学時代には「オロナとマッシュ」としてYouTuber活動を行っていた。
りゅう（1999年3月18日 - ）（26歳）
本名は、大久保 龍 フォスター / Ryu Foster Okubo（おおくぼ りゅう フォスター）。
ツッコミ担当。兄弟の弟。
身長188 cm。
好きな物はゲーム、ゲーム音楽、建築、インテリア、食べること、スイーツ。

## 来歴
ナイジェリア人の父親と日本人の母親の間に2人は生まれる。ひろが5歳、りゅうが2歳の時に離婚したためあまり父親との関わりがない。また、ナイジェリアにも行ったことがなく、ナイジェリアの公用語である英語も喋れない。
ひろは小さな頃から『はねるのトびら』などを見ていて、お笑いへの憧れがあった。大学卒業時に芸人への道を考えたが、リスキーすぎると思い就職した。大手の企業に就職したため、お金はもらえ仕事も楽しかったがそのまま死にゆく未来が見え、このままだと今後の人生があまり面白くないと感じて芸人になる。
2020年にひろが「とりあえずM-1に出てみよう」とりゅうを誘う。りゅうも元からお笑いは好きだったが、パフォーマーになるつもりはなかった。しかし、当時デザインの専門学校に通っており、自分が考えたものを形に落とし込みそれをどう面白いか伝えることはしており「お笑いも表現も同じなのかな」と思い、同年7月1日に「ドンココ」を結成しM-1に出場。1回戦で敗退するもナイスアマチュア賞を受賞した。
その後、2020年10月にワタナベコメディスクール33期生として入学。2021年9月に卒業しワタナベエンターテインメント所属になる。
2024年4月からフリーで活動することを発表。2024年6月、NSC東京校に30期生としての入学を発表した。M-1グランプリ2024にも出場したが、NSC生はアマチュアとしての出場が原則なので、アマチュアとしてエントリーした。2025年4月より吉本興業に所属。

## エピソード
- コンビ名は父親の名前に由来。しかし、戸籍謄本を取って本名を確認したところ実際には「アドゲアトゥベオバノ・オサセレ」だった[10]。
- 川北茂澄（真空ジェシカ）や大鶴肥満（ママタルト）などから「まーごめ」と同じ用法でコンビ名を連呼されている[12][15]。
- 衣装は両者とも令和ロマンのメンバー（ひろは髙比良くるま、りゅうは松井ケムリ）から買ってもらったスーツを使用している[16]。

## 芸風
漫才とコントの両方を演じる他、リズムネタなども行う。ハーフを活かしたネタが多い。
ネタは主にひろが元のアイディアを考えて、2人で話し合うことが多い。りゅうはネタ作りに対し「ハーフで、兄弟で、性格もちょっとひねくれてて、コンビとしての情報量が多い自覚があるので、何をどのくらい見せていくのか、そのコントロールが難しい」と語っている。

## 賞レースなどでの戦績

### M-1グランプリ
| 年度（回）       | 結果      | エントリー No. | 会場                        | 日程     | 備考                   |
| ---------------- | --------- | -------------- | --------------------------- | -------- | ---------------------- |
| 2020年（第16回） | 1回戦敗退 | 82             | シダックスカルチャーホールA | 9月14日  | ナイスアマチュア賞受賞 |
| 2021年（第17回） | 2回戦進出 | 1751           | 雷5656会館ときわホール      | 10月20日 |                        |
| 2022年（第18回） | 2回戦進出 | 383            | 雷5656会館ときわホール      | 10月14日 |                        |
| 2023年（第19回） | 3回戦進出 | 2078           | KANDA SQUARE HALL           | 11月8日  |                        |
| 2024年（第20回） | 3回戦進出 | 1413           | KANDA SQUARE HALL           | 11月8日  | アマチュアとして出場   |
| 2025年（第21回） | 2回戦進出 | 1865           |                             |          |                        |

### その他
- 2022年 R-1グランプリ2022 - 2回戦進出（ひろのみ）[18]
- 2022年 キングオブコント2022 - 1回戦敗退[19]
- 2023年 UNDER5 AWARD2023 - 3回戦進出[20]
- 2024年 R-1グランプリ2024 - 1回戦敗退（ドンココひろ）[21][注 1]

## 出演

### テレビ
- 笑神様は真夜中に…（2021年12月27日、日本テレビ）[22]
- 有吉の壁（2022年2月16日、日本テレビ）[23]
- 水曜日のダウンタウン（2022年4月13日、2024年5月29日、TBSテレビ）[24]
- 負けるな!熱血ハナコのお笑い部（2022年5月18日、テレビ埼玉）[25]
- ニューヨークと蛙亭のキット、くる!!（2022年5月19日、テレビ神奈川）[26]
- よるのブランチ（2022年5月25日[27]、9月28日[28]、TBSテレビ）
- 笑神様は突然に…（2022年7月24日、日本テレビ）[29]
- 有吉ゼミ（2022年11月14日、日本テレビ）[30]
- ぽかぽか（2023年1月17日、フジテレビ）
- 知らなくて委員会（2023年1月18日、北海道放送）
- 笑アセろ（2023年5月3日・12月20日、TBSテレビ）[31]

### ラジオ
- マイナビ Laughter Night（TBSラジオ、2022年6月4日）[32]